# Russinknopp
Russinknopp (Styela coriacea) är en sjöpungsart som först beskrevs av Joshua Alder och Hancock 1848.  Russinknopp ingår i släktet Styela och familjen Styelidae. Arten är reproducerande i Sverige. Inga underarter finns listade i Catalogue of Life.